# واتگا (تنسی)
واتگا (به انگلیسی: Watauga) شهری در ایالت کشور ایالات متحده آمریکا است که جمعیت آن در سرشماری سال ۲۰۱۰ میلادی، ۴۵۸ نفر بوده‌است.